# Station Gąsawy Plebańskie
 Gąsawy Plebańskie  is een spoorwegstation in de Poolse plaats Gąsawy Plebańskie.